# It Was a Good Day
It Was a Good Day är en gangstarapsingel av hiphopmusikern Ice Cube som släpptes 23 februari 1993 av Priority Records.

## Låtlista
1. "It Was a Good Day" (radio edit)
2. "It Was a Good Day" (instrumental)